# Gola (Namysłów)
Pour les articles homonymes, voir Gola.
Gola est une localité polonaise de la gmina de Świerczów, située dans le powiat de Namysłów en voïvodie d'Opole.